# 薩克薩蓬塔山 (丘魯班巴區)
9°38′28″S 76°23′00″W / 9.64111°S 76.38333°W
薩克薩蓬塔山（Saqsa Punta），是秘魯的山峰，位於該國中部瓦努科大區，由瓦努科省的丘魯班巴區負責管轄，屬於安地斯山脈的一部分，海拔高度4,083米。